# Urgeschichte Österreichs

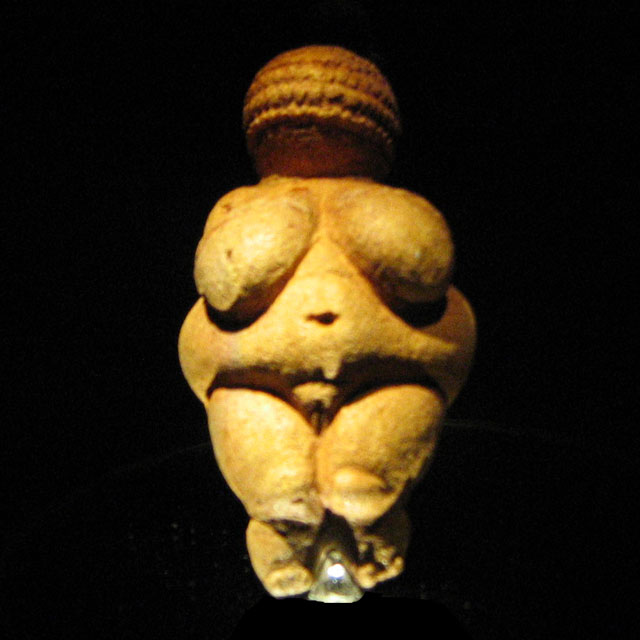
Venus von Willendorf, der wahrscheinlich bekannteste paläolithische Fund aus Österreich

Die Urgeschichte Österreichs reicht vom ersten Nachweis der Anwesenheit von Menschen auf österreichischem Boden bis zum Einsetzen der durch Schriftquellen belegbaren Geschichte, also bis zur Eroberung durch das Römische Reich. Dies umfasst etwa einen Zeitraum von vor 300.000 Jahren bis um Christi Geburt. Auch auf Grund der geographischen Besonderheiten war Österreich nicht zu allen Epochen gleichmäßig dicht besiedelt und einheitlich kulturell geprägt.

## Paläolithikum

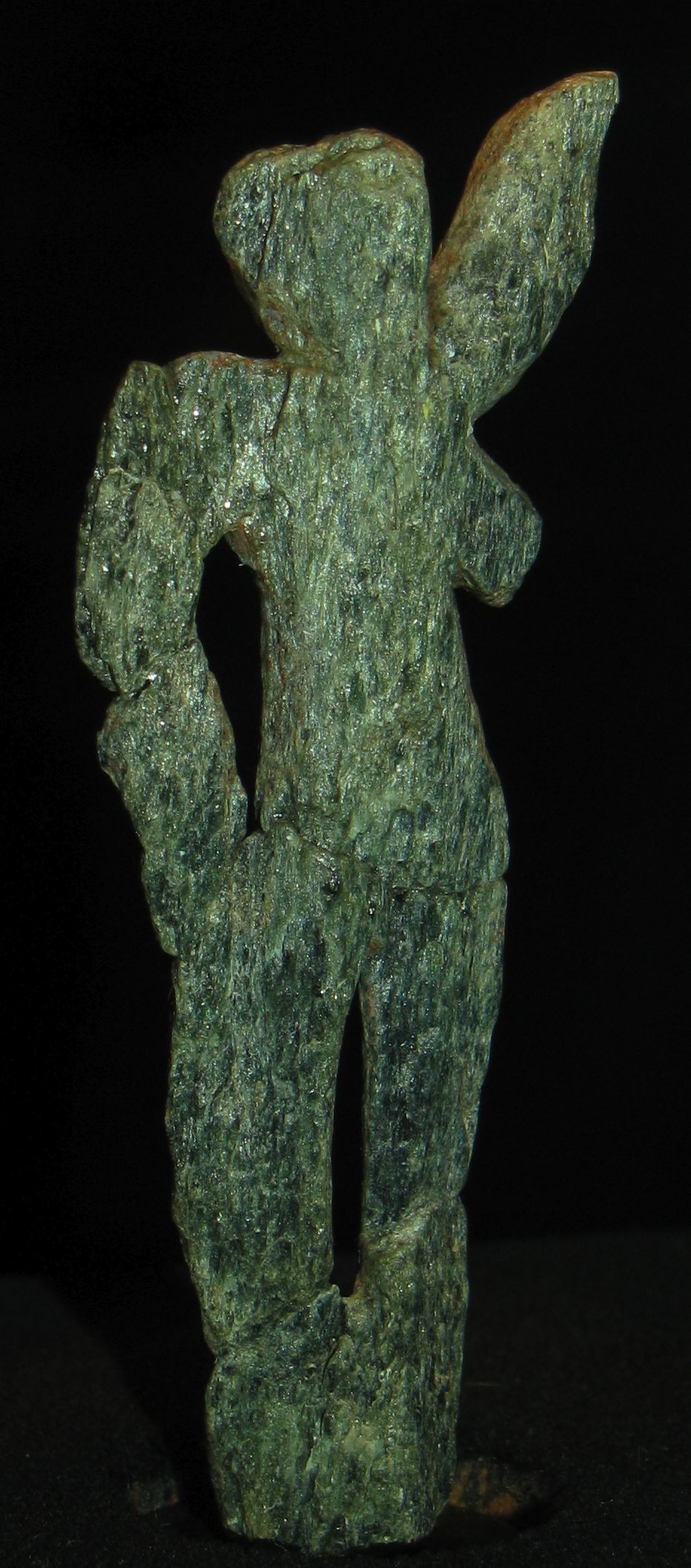
Venus vom Galgenberg

Während der Eiszeiten war der Alpenraum vergletschert und primär eisfreie Gebiete wurden vom Menschen begangen. Die ältesten Spuren von Menschen von vor 300.000 Jahren stammen aus der Repolusthöhle in der Steiermark. Etwa 70.000 Jahre alte Spuren des Neandertalers sind aus der Gudenushöhle (unter Burg Hartenstein) im nordwestlichen Niederösterreich bekannt. Über 50 % der bisherigen altsteinzeitlichen Funde stammen aus den zumeist jungpaläolithischen Freilandstationen Niederösterreichs. 
Neben den zahlreichen Spuren der jungpaläolithischen Steingeräteherstellung (u. a. Silex, Bergkristall) sind in Grub bei Stillfried und Stratzing (Niederösterreich) auch seltene Nachweise von zeltartigen Behausungen gelungen. Besonderheiten sind Kunstwerke aus dieser Zeit. Die 1988 entdeckte Statuette aus der Aurignacien-Station von Stratzing/Krems-Rehberg (Tanzende Fanny) ist eine 7,2 cm große Reliefplastik aus grünlichem Amphibolit-Schiefer. Sie ist rund 32.000 Jahre alt und fügt sich nicht in das gängige Bild fettleibiger Frauen dieser Epoche ein, wie die aus Oolith gefertigte und ehemals rot bemalte Venus von Willendorf (ca. 27.000 Jahre alt, 11 cm hoch).
Menschliche Skelettreste aus der Altsteinzeit sind sehr selten. Sie sind in Österreich erst für das Jungpaläolithikum, der Zeit des „Jetztmenschen“ Homo sapiens nachgewiesen. Im 19. Jahrhundert wurde in Spitz/Mießlingtal und am Krems/Hundsteig Menschenknochen gefunden, die aber aus Aberglaube und Unkenntnis zerstört wurden. Weitere spärliche Relikte stammen aus Willendorf, Aggsbach und Schletz. Im Herbst 2005 wurde bei Ausgrabung der Gravettien-Station Krems-Wachtberg eine 27.000 Jahre alte Säuglings-Doppelbestattung entdeckt. Die Kleinkinder waren mit Rötel unter einem Mammutschulterblatt gemeinsam und in gleicher Haltung bestattet worden. Eine Kette mit tropfenförmigen Elfenbeinperlen gehörte zur Grabausstattung. Die älteste Epoche der menschlichen Geschichte endet in Österreich vor rund 10.000 Jahren.

## Mesolithikum
Fundplätze des Mesolithikums sind bisher wenige bekannt. Im Bodensee-Rheintal wurden mesolithisch genutzte Abris untersucht. Aufsammlungen zeigen, dass auch mit hochgelegenen Fundstellen in Nordtirol (Loaser Sattel, Schwaz), Tuxer Joch (Hintertux) zu rechnen ist. Zu den frühmesolithischen Fundstellen gehören u. a. Salzburg-Maxglan, Kamegg, Limberg und Bisamberg (Niederösterreich). In Elsbethen bei Salzburg wurde bei der Untersuchung eines Abris eine Kinderbestattung aus dem Spätmesolithikum entdeckt. Ebenfalls an die Schwelle zur frühen Jungsteinzeit sind die Fundstellen Krinnenbalme und Rheinbalme bei Koblach (Vorarlberg), Neusiedl am See (Burgenland) und Mühlfeld (Niederösterreich) zu datieren.

## Neolithikum

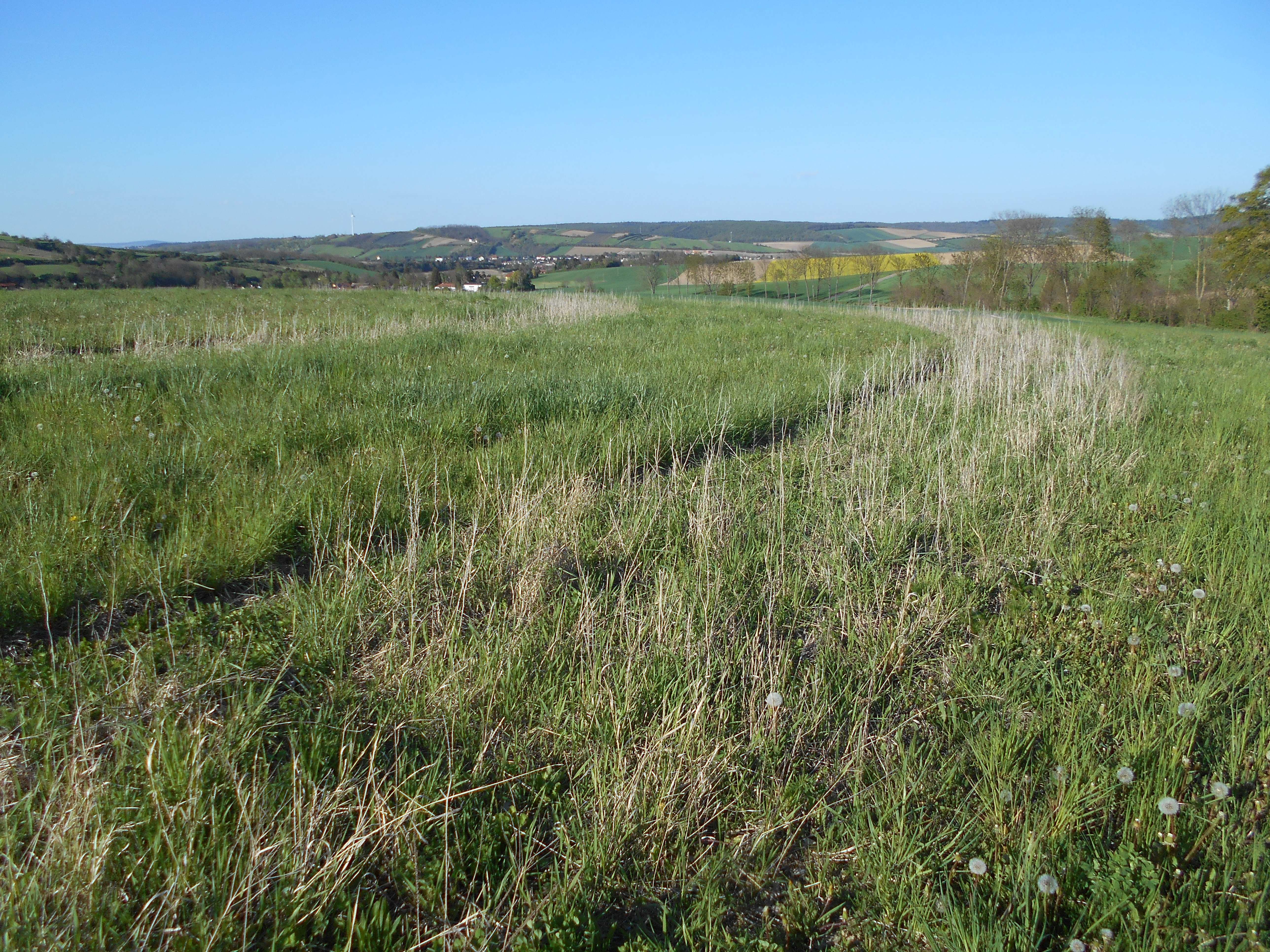
Durch unterschiedliche Bepflanzung hervorgehobene Struktur der Kreisgrabenanlage Puch

Während der Jungsteinzeit wurden vorrangig diejenigen Regionen Österreichs besiedelt, in denen die Bodenbearbeitung möglich war. Fundstätten der ersten mitteleuropäischen bäuerlichen Kultur, der Linearbandkeramik, wurden vor allem in Niederösterreich (Brunn am Gebirge) und im Burgenland nachgewiesen, eine kleinere Häufung von Fundorten tritt allerdings in Oberösterreich auf. Nördlich von Wien ballen sie sich entlang der Flüsse Kamp, Pulkau und Zaya sowie an Schmida und Göllers, südlich davon an Leitha und Triesting. Westlich von Wien und südlich der Donau findet sich eine Verdichtung an Traisen und Pielach. In Oberösterreich wurden bisher erheblich weniger Stätten ausgegraben, jedoch fanden sich Hinweise auf das Frühneolithikum in Leonding und Rutzing. Die Konzentration um den Linzer Zentralraum bestand bis in das Spätneolithikum. Westlich von Linz findet man erst in Niederbayern Dorfreste der Linearbandkeramiker. Dabei stammen die ältesten von ihnen aus dem 6. Jahrtausend v. Chr. Diese ältere Phase I, auch ältestes und älteres Neolithikum genannt heißt hier auch Vornotenkopf, während die Phase II, das jüngere Neolithikum als Notenkopf bezeichnet wird. In den inneralpinen Gebieten stehen solche Nachweise noch aus. Deutlich stärker sind in dieser Zeit die Einflüsse aus dem Osten (Starčevo-Kultur), doch erwies sich am Fundort Brunn am Gebirge, dass die Linearbandkeramik auch von starken lokalen Einflüssen geprägt wurde. Ähnliches gilt für die Spätphase (Asparn an der Zaya).
Neben unbefestigten Siedlungen sind auch mit bis zu dreifachen Grabensystemen befestigte Plätze (Kreisgrabenanlagen) in Niederösterreich (u. a. Friebritz, Porrau, Puch und Kleedorf, Velm) mehrfach nachgewiesen.
Der älteste Bergbau datiert in den mittleren Abschnitt der Jungsteinzeit. Auf der Antonshöhe in Mauer im 23. Wiener Gemeindebezirk, am Flohberg und am Roten Berg im 13. Wiener Gemeindebezirk wurde Radiolarit im Tagebau und Untertagebau gewonnen.
Im Graben, der die Siedlung von Schletz (Niederösterreich) umgab, fanden sich zahlreiche Tote. Das Altersspektrum der Toten, deren Verletzungen durch Schuhleistenkeile und die Tatsache, dass eine reguläre Bestattung der Leichen ausblieb – die Skelette wiesen Verbissspuren von Aasfressern auf – weisen auf einen kriegerischen Überfall oder auf einen Opferkult hin. Nach diesen Ereignissen am Ende der Bandkeramik scheint die Siedlung aufgelassen worden zu sein.
Im 5. Jahrtausend wird der Westen Österreichs von der Rössener Kultur neolithisiert. Weiter im Osten wird während der Bemaltkeramik/Lengyel-Kultur die Siedlungstätigkeit bis in die Becken- und Tallandschaften der Steiermark, Kärntens und Salzburgs ausgeweitet. Kärnten weist zudem oberitalische Einflüsse auf. Namensgebend für diesen mittleren Zeitabschnitt der Jungsteinzeit ist die Sitte, Keramiken mit dekorativen, geometrischen Mustern (z. B. Hakenmäander) zu bemalen, in der älteren Phase gelb-schwarz-rot, in der jüngeren weiß-rot. Das breite Gefäßspektrum wird durch hohe Fußschüsseln, kleine würfelförmige Gefäße, Deckel und Griffe in Tier- und Menschengestalt besonders auffällig.
Frauenfiguren aus gebranntem Ton – das Aufkommen ist gegenüber den altsteinzeitlichen Frauendarstellungen sehr häufig – werden mit breiten Hüften, waagrecht abstehenden Stummelarmen, zierlichen Brüsten und kleinen Köpfen dargestellt. Ritzungen und/oder Bemalungen deuten Bekleidung und Schmuck an.

## Chalkolithikum
Kupferzeitliche Erzsucher dürften bei der Erschließung der inneralpinen Gebiete von Anfang an (Epi-Lengyel-Horizont) eine Rolle gespielt haben. Die ältesten Artefakte aus Kupfer dürften aus dem Karpatenbecken nach Österreich verhandelt worden sein. Kleine Perlen aus einem Kindergrab bei Bisamberg sowie der Depotfund von Stollhof (Niederösterreich) gehören zu den wenigen Metallfunden dieser Zeit. Der Osten und Südosten Österreichs wird vom Balkan und aus dem Karpatenbecken beeinflusst, der Westen profitiert von den Michelsberger Kultur und Pfyner Kultur. Während der Kupferzeit (3900 - 2300/2200 v. Chr.) formen sich die inneralpine Mondseekultur mit ihren Pfahlbauten und Seeuferrandsiedlungen sowie die pannonisch-karpatenländische Badener Kultur (3300–2900 v. Chr.) mit Höhensiedlungen. Der Fund eines zu Lebzeiten des Mannes erfolgreich verlaufenen Schabtrepanation (Schädelöffnungen) stammt aus Zillingtal (Burgenland) und gehört der Badener Kultur an. Gusslöffel in Befunden der Mondseekultur sprechen für den Anteil der Pfahlbaukulturen an der Lagerstättenprospektion, Kupferverarbeitung und Transport über Wasserrouten sowie den Alpenhauptkamm. Die Klimaverschlechterung und der damit verbundene Anstieg des Wasserspiegels im Laufe der späten Kupferzeit dürfte zur Aufgabe der Seeuferrandsiedlungen geführt haben.
Die von Nordosteuropa, Polen, Deutschland, Böhmen, Mähren bis Österreich verbreitete Kultur der Schnurkeramik (2900 - 2300/2200 v. Chr.) steht mit der Glockenbecherkultur bereits an der Schwelle zur Frühbronzezeit. Die typischen glockenförmigen, zonal verzierten Gefäße dieser Zeit sowie steinernen oder knöchernen Armschutzplatten für Bogenschützen sind auch in Österreich (u. a. Laa an der Thaya) mehrfach gefunden worden.

## Bronzezeit
Die kulturelle Vielfalt der bronzezeitlichen Gruppen wird auch durch die geografischen Möglichkeiten von umliegenden kulturellen Einflüssen bestimmt. Die Kulturgruppen werden zumeist durch ihre Keramikprodukte – meist Tassenformen – definiert.

### Frühe Bronzezeit
So ist Niederösterreich während der Frühbronzezeit zwischen 2300 und 1600 v. Chr. in drei „Provinzen“ aufgegliedert. Zwischen Enns (Fluss) und Wienerwald liegt das Gebiet der Unterwölblinger Kulturgruppe, die in Oberösterreich vom Straubinger Bereich beeinflusst wird. Östlich des Wienerwaldes (Niederösterreich, Burgenland, Westungarn) ist die Wieselburger-Kultur verbreitet, deren Kulturträger leichteren, getriebenen Bronzeschmuck verwendeten. Nördlich der Donau liegt das Einflussgebiet der Aunjetitzer Kultur, die Menschen in diesem Gebiet bevorzugten gegossenen, schweren Schmuck. Entlang von Handelswegen und im Umfeld von Lagerstätten, fallen die Ausstattungen reicher aus. Unter den Siedlungen nehmen gut befestigte Wallanlagen (Abschnittsbefestigungen) wie in Böheimkirchen (Niederösterreich) eine Sonderstellung ein. Sie sind Beispiele für den gesellschaftlichen Wandel in Bauern, Handwerker, Händler, Krieger. Der alpine Kupferbergbau ist in der Grauwackenzone in Schwaz, auf der Kelchalm (Tirol), am Mitterberg (Salzburg) und am Preinergebiet (Niederösterreich) nachgewiesen.
Die vorherrschende Bestattungssitte ist es die Toten in Seitenlage mit angehockten Beinen (Hockergrab, Schlafhaltung) beizusetzen. Auf größeren Gräberfeldern können Orientierungsregeln festgestellt werden. Die Toten wurden oft geschlechtsspezifisch auf die linke oder rechte Seite gelegt, wobei eine bestimmte Blickrichtung beibehalten wurde. Im Westen Österreichs wurden Frauen daher eher auf der rechten Seite mit dem Kopf nach Süden und Männer vermehrt auf der linken Seite mit dem Kopf nach Norden sowie beide Geschlechter mit Blick nach Osten bestattet. Im Osten lassen sich innerhalb der Gräberfelder einheitlichere (keine Geschlechtsunterschiede) Bestattungssitten feststellen, diese sind aber andere Besonderheiten der jeweiligen Kulturgruppe geprägt. Bekannt sind aus dieser Zeit vor allem die Schmuckensembles aus Bronze-, Knochen-, Muschel- und Schneckenschmuck der Frauengräber von Franzhausen in Niederösterreich. Auffällig darunter sind die noch erhaltenen Bronzebleche der einstigen Kopfbedeckungen.

### Mittlere Bronzezeit
Am Ende der frühen und an der Schwelle zur mittleren Bronzezeit (Hügelgräberbronzezeit, 1600–1300 v. Chr.) sprechen erste Funde von Trensenteilen (Guntramsdorf, Niederösterreich) für die Nutzung von Pferden, möglicherweise auch im Zusammenhang mit zweirädrigen Streitwagen. Ostösterreich ist zu Beginn der Mittelbronzezeit nördlich der Donau mit der Větěrov-Kultur der Hügelgräberkultur Südmährens und Westslowakei verbunden. Südlich der Donau sind Einflüsse des Karpatenbeckens und der Lausitzer-Kultur spürbar.
Die Dolche der Frühbronzezeit werden durch teils prachtvoll verzierte Schwerter abgelöst, der Bronzeschmuck wird deutlich größer und wird als Hals-, Brust-, Arm- und Beinschmuck getragen. Metallgürtel und Diademe wie in die drei prächtigen Exemplare von Pitten (Niederösterreich) sind nicht die Regel. Große Bronzespiralen für Arme und Beine, Bronzebeschläge mit Mittelstachel sind dagegen häufig. Auch die Keramik der mittleren Bronzezeit wird verzierungsreicher. Verstorbene werden unter Grabhügeln bestattet. Anfänglich sind diese Bestattungen Körpergräber, später wird zur Brandbestattung (Feuerbestattung) übergegangen. Einzelfunde wie das thron-/trommelförmige Kultgerät von Haschendorf (Neckenmarkt, Burgenland) sind rätselhafte Zeugnisse des kultischen Lebens.

### Späte Bronzezeit
Die späte Bronzezeit (1300–750 v. Chr.) wird auf Grund der vorherrschenden Bestattungssitte auch Urnenfelderzeit genannt. Der nordalpine Raum gehört zum Kerngebiet der Urnenfelderkultur. In Vorarlberg und südlich des Alpenhauptkammes, von Engadin, Südtirol bis Kärnten ist zusätzlich Keramik des Typs Laugen-Melaun gebräuchlich. Während der Urnenfelderzeit wurden die Toten in ihrer Tracht verbrannt und die Scheiterhaufenreste in Urnen beigesetzt. Anfangs noch unter größeren Grabhügeln wie die der Čaka-Kultur zugehörigen Hügelgräbergruppe von Siegendorf (Burgenland), werden diese später von Flachgräbern abgelöst. Im Inneralpinen Raum werden Steinkisten aus größeren Platten gebaut. Außerhalb dieses Gebietes sind Steinkisten wie der mit Ritzmustern versehene Fund von Mannersdorf am Leithagebirge (Niederösterreich) oder der Ritzverzierte Grabstein von Illmitz (Burgenland) selten. Pferdezaumzeuge weisen auf intensive Beziehungen zum Karpatenbecken.
Während der Urnenfelderzeit häufen sich Metalldepots, die sowohl Altwaren als auch gussfrische Produkte enthalten können. Am Pass Lueg (Salzburg) wurde in einem Depotfund ein Gusskuchen, Werkzeuge und ein Helm mit Kamm und Wangenklappen entdeckt, der Fund wird als Weihegabe nach erfolgreicher Passüberquerung interpretiert. Große, gut befestigte Wallanlagen wie in Stillfried oder die Schanze von Thunau am Kamp (Niederösterreich) sind Zentralorte, die auch während der Eisenzeit ihre Bedeutung beibehalten. Bereits zur Zeit der Urnenfelderkultur wurde in der Nordgruppe des für die nachfolgende Eisenzeit so bedeutenden Bergwerks von Hallstatt Salz abgebaut. Durch die Salzkonservierung haben sich organische Materialien wie Tragsäcke aus Rindshaut (Tragkraft 45 kg kleinstückiges Salz), zu Fackeln gebündelte Kienspanreste, Gewebestücke von Gewändern, Fellmützen, Essensreste (Ritschert) und auch Kot sowie benutztes und unbenutztes „WC-Papier“ aus praktisch gebündelten Pestwurzblättern erhalten.
In den Jahren 2019/20 wurden in Ebreichsdorf bei Arbeiten an der Pottendorfer Linie Artefakte aus dieser Zeit gefunden, der Ebreichsdorfer Goldschatz. Ein wichtiges Stück ist eine Trinkschale, die in ihrer Machart auf eine Herkunft aus dem Ostseeraum hindeutet und reich mit Motiven verziert ist, die als Ausdruck eines Sonnenkults interpretiert werden.

## Eisenzeit
Die Eisenzeit (750 – um Chr. Geb.) wird zweigeteilt. Die ältere Eisenzeit (Hallstattzeit) (750 – 450 v. Chr.) wurde nach dem berühmten oberösterreichischen Gräberfeld und Salzbergbau von Hallstatt benannt. Die jüngere Eisenzeit (450 – um Chr. Geb.) nach einem Fundort in der Schweiz Latène-Kultur.

### Hallstattkultur

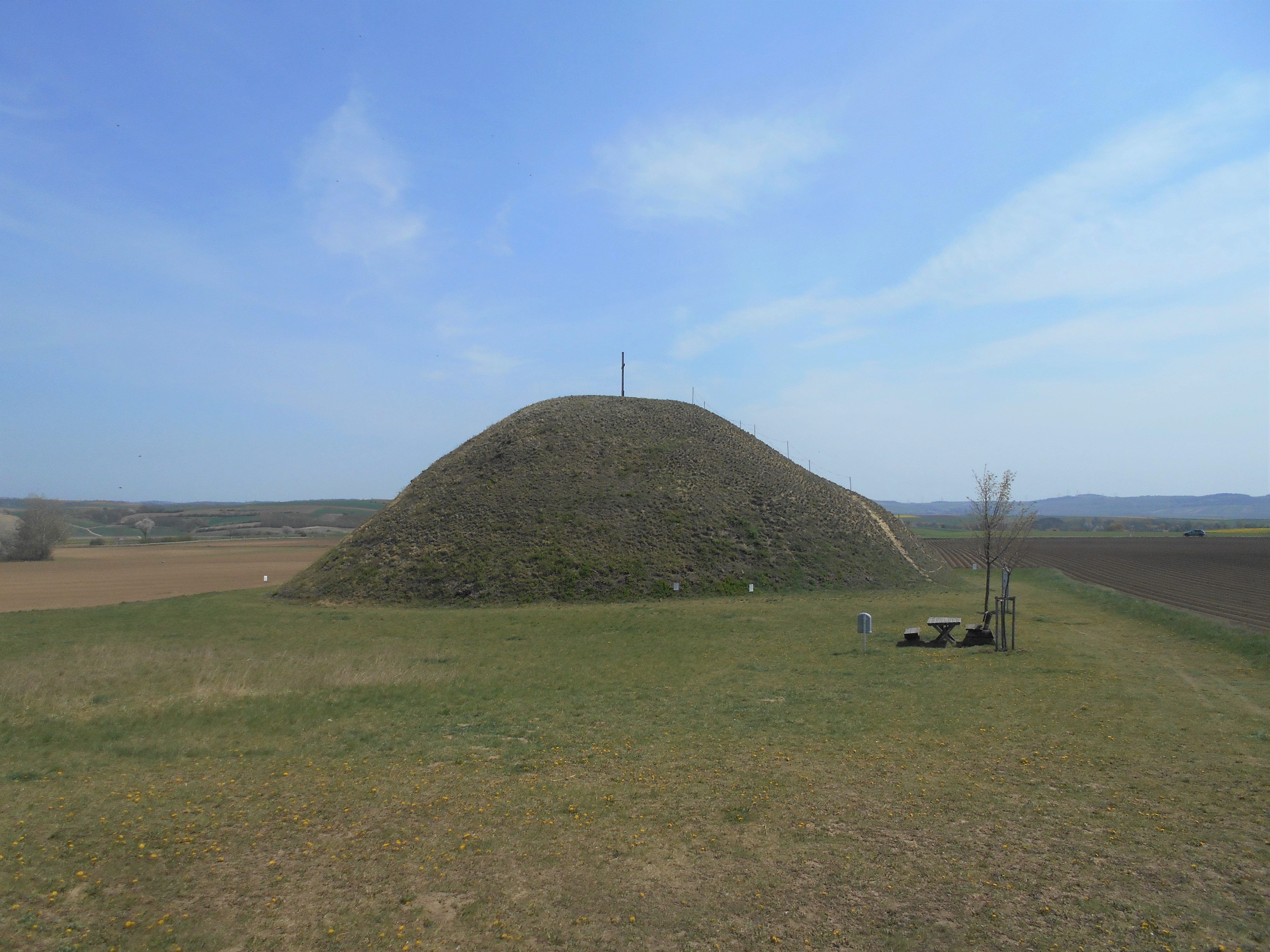
Der größte der Tumuli des Weinviertels, der Leeberg von Großmugl

Im mediterranen Raum breiteten sich während der Hallstattzeit Stadtkulturen aus, im Alpenraum entstanden gleichzeitig Eisen-, Blei- und Salzzentren. Die Hallstattkultur war über fast ganz Mitteleuropa verbreitet und wird in zwei Formenkreise unterschieden. Der West- und Osthallstattkreis wird durch die Flüsse Enns, Ybbs und Inn getrennt. Der Westhallstattkreis stand in Kontakt mit den griechischen Kolonien an der ligurischen Küste. In den Alpen werden Kontakte zu den Etruskern und den unter griechischem Einfluss stehenden Regionen in Italien gepflogen. Der Osten hatte enge Verbindungen zu den Steppenvölkern, die vom Karpatenbecken bis zu den südrussischen Steppengebieten beheimatet waren.
Der Salzabbau von Hallstatt wurde in der Ostgruppe aufgenommen. Auch hier fanden sich zahlreiche Spuren organischen Materials, die gute Schlüsse auf Abbautechnik, Verwaltung des Bergwerks und vor allem den Alltag der Bergleute zulassen. Kennzeichnende Funde sind flache, breite Kienspäne, Knieholzschäftungen, mit schlanken Stiel für bronzenen Lappenpickel, Schaufeln mit ovalen Blatt, Fellbeutel, zipfel- oder baskenmützenartige Kopfbedeckungen sowie herzförmige Abbauspuren. Ein weiteres bedeutendes Gräberfeld befindet sich am  Burgstallkogel bei Kleinklein nahe Leibnitz. Die Westgruppe wurde durch den modernen Bergbau am frühesten zerstört und ist am wenigsten erforscht.
Die Funde im Gräberfeld von Hallstatt spiegeln durch den Salzhandel entstanden Wohlstand und die weit reichende Handelsbeziehungen. Importierten Luxusgüter sind: Wein, Speisen, Bronzegeschirr, Glas, Seidenstoffe und Brokate, Bernstein von Nord- und Ostsee und Elfenbein aus Afrika. Das Repräsentationsbedürfnis und damit verbundene prachtvolle Hofhaltung der reichen Oberschicht wird durch szenische Darstellungen auf Bronzeobjekten deutlich. Naturalistisch verzierte Bronzeeimer wie die Situla von Kuffern (Niederösterreich), die bereits den Übergang zur jüngeren Eisenzeit markiert, oder die Situla von Welzelach (Osttirol) gehörten einst zu mehrteiligen Weinservicen, die aus Transport- und Mischgefäßen, Sieben, Schöpfkellen oder -gefäßen und Trinkschalen bestanden. Die Darstellungen zeigen Wettkämpfe, bewaffnete Krieger, Prozessionen, Jagden, Gastmahle und vieles mehr. Gürtelbleche und -haken, Schwerter und Dolchscheiden sowie Fibeln konnten ebenso figürlich – manchmal mit erotischen Motiven – verziert sein. Bildliche, aber stilisiertere, Darstellungen von Alltagsszenen kommen auch auf Keramik vor.
Grabausstattungen und Bildquellen zeigen, dass Männer Mützen oder breitkrempige Hüte und knielange Obergewänder, die mit Gürtel gehalten wurden, trugen. Bronzenadeln hielten Umhänge auf der Brust zusammen. Reiche Männer des Westkreises trugen einen goldenen Halsreif. Die Bewaffnung waren Schwerter und später Dolche. Reiterkrieger mit Streitaxt und Lanze, Pfeil und Bogen kamen später noch dazu, sind typisch für den Osten. Die Ausstattung wurde durch Helme und Brustpanzer ergänzt.
Lange mit Nadeln in den Haaren befestigte Schleier gehören zur Frauentracht. Die Frisuren wurden mit Lockenringen aus Bronze oder Gold gehalten. Die Kleider waren knöchellang und wurden durch Fibeln verschlossen. Reiche Frauen trugen wertvolle und recht schwere Arm- und Fußreife, Fingerringe, Fibeln mit Klapperblechen, Halsketten mit zahlreichen kleinen Anhängern aus Gold und Bronze, Glas- sowie Bernsteinperlen sowie Gürtel aus Bronzeblech.
Die sichtbarsten Zeichen der Hallstattzeit im östlichen Kreis sind die Tumuli des Weinviertels. Der größte von ihnen, der Leeberg von Großmugl überragt seine Umgebung um 16 Meter. Auch im benachbarten Niederhollabrunn gibt es Leeberge (künstliche Hügel), den von Niederhollabrunn und den von Niederfellabrunn. Richtung Donau gibt es den Leeberg von Pettendorf, der an der Hügelkante des Wagram aufsitzt und den Tumulus von Unterzögersdorf, der schon in den 1870er-Jahren ergraben wurde. Im äußersten Nordosten des Weinviertels kommen Tumuli in Dreiergruppen vor, es gibt zwei solcher Gruppen: eine bei Rabensburg und eine bei Bernhardsthal.
Flachgräber und Hügelgräber mit Holzkammern (für Brand- oder Körperbestattungen) haben gemeinsam, dass im Zuge der Beisetzung sämtliche Beigaben für die Trauergäste gut sichtbar arrangiert wurden. Typisch für den Westkreis ist die Wagenbestattung (Mitterkirchner Prunkwagen im Keltendorf Mitterkirchen). In Frauengräbern des Ostkreises kommen häufig Feuerböcke (sog. „Mondidole“) vor. Männergräber können Stierkopfgefäße enthalten.
Die Keramik dieser Zeit ist oft schwarz-rot mit geometrischen Mustern bemalt. Im Ostkreis ist die üppig mit gekerbten Tonleisten verzierte Ware der Kalenderbergkultur (benannt nach dem Fundort am Kalenderberg bei Mödling, Niederösterreich) verbreitet.
Zeugnisse des religiösen Lebens sind Kultwagen. Am bekanntesten ist der große bronzene Kultwagen von Strettweg (Steiermark). Um eine große stehende weibliche Mittelfigur, die mit den Armen einen Kessel über dem Haupt trägt, sind, in symmetrisch nach vorne und hinten gerichtet, jeweils zwei Figuren, die einen Hirsch am Geweih halten, dahinter je eine Frau mit Ohrringen und ein Mann mit Beil, flankiert von je zwei Reitern mit Helm, Schild und Speer, positioniert. In ähnlichen kultischen Zusammenhang sind vielleicht auch Funde kompletter Hirschskelette (z. B. Stillfried, Niederösterreich) oder Spuren von Aufzäumungen an Gebissen von Hirschkühen in Siedlungsarealen zu stellen.

### Latène-Kultur
Die Latène-Kultur der jüngeren Eisenzeit (450 – um Chr. Geb.) löste unter anfänglicher Fortführung hallstättischer Traditionen die Hallstattzeit ab. Die Salzmetropolen am Dürrnberg (Salzburg) und in Hallstatt geben dafür gutes Beispiel. In Tirol bilden sich mit der Fritzens-Sanzeno-Kultur und im Bodensee-Rheintal mit der Schneller-Ware lokale Besonderheiten heraus. Die Latène-Kultur wird dreigeteilt: Ältere (450 – 250 v. Chr.), Mittlere (250 – 120 v. Chr.) und Späte Latènezeit (120 – um Chr. Geb.).
Durch die antiken Hochkulturen des Mittelmeerraumes stehen die Kelten an der Schwelle zur Frühgeschichte. Zwar ohne eigenständige Schriftgeschichte, wird doch in antiken Quellen immer wieder über sie berichtet. Daher kann jetzt erstmals ein Volk auf österreichischem Boden beim Namen genannt werden. Träger der Latène-Kultur waren die Kelten, von denen auch in Österreich zahlreiche Stammesnamen bekannt sind und regional zugeordnet werden können. Das erste politische Gebilde auf österreichischen Boden ist das Regnum Noricum. Um 170 v. Chr. verhandelte, wie Titus Livius berichtet, eine römische Gesandtschaft mit dem Stammesbündnis zu dem nicht nur die Noriker, sondern weitere Stämme gehörten. Möglicherweise ging es um einen Freundschaftsvertrag, um weiteren Raubzügen vorzubeugen, oder um ein Handelsabkommen mit der um 181/182 v. Chr. gegründeten Siedlung Aquileia zu sichern.
Bedeutende Neuerungen dieser Zeit sind auf der Töpferscheibe gedrehte Keramik und die Prägung von Münzen. Die eigenständige Münzproduktion wurde ausgelöst durch Zahlungen an keltische Söldner mit Prägungen von Philipp II. (Makedonien) und Alexander der Große sowie durch Handelskontakte zu Italien und Griechenland. Die keltischen Münzen lassen trotz der typisch keltischen Motivik ihre ursprünglichen Vorlagen noch erkennen. Der Kulturkontakt zu Griechenland zeigt sich besonders interessant durch eine Reihe gleichartiger Bohrtrepanationen, die mit einem Kronentrepan griechischer Herkunft in Katzelsdorf und Guntramsdorf (Niederösterreich) durchgeführt wurden. Spärliche Nachweise von Schrift mit Beziehungen zum etruskischen Alphabet belegen den Kontakt mit Italien. Rätische Weiheinschriften vom Schneidjoch (Tirol) und venetische Weihetäfelchen und Felsinschriften am Plöckenpass und Findening-Thörl zeugen von erfolgreichen Überquerungen und weisen vielleicht auf ein Heiligtum auf der Gurina bei Dellach (Kärnten).
Reiche Rohstoffvorkommen und die blühende Eisenindustrie (s. a. Geschichte des Burgenlandes) brachte im Kontakt mit dem Römern wirtschaftlichen Aufschwung. Das im Römischen Reich begehrte Ferrum Noricum (Norisches Eisen) reichte an die Qualität von Werkzeugstahl heran. Im Bezirk Oberpullendorf (Burgenland) wurden rund 20.000 Pingen als Spuren des Tagebaus auf Raseneisenerz gezählt. Von den Verhüttungsplätzen, wo in Rennöfen (Rennofen Typ Burgenland) das Eisen ausgeschmolzen wurde, sind zahllose Oberflächenfunde bekannt.
Befestigte Höhensiedlungen, die teils schon in der Bronzezeit bestanden, wurden bis zur Spätlatènezeit zu Zentren des kulturellen und rechtlichen Lebens ausgebaut. Ein solcher Zentralort wird auf Grund der Beschreibungen bei Julius Caesar oft als Oppidum bezeichnet. Befestigte Höhensiedlungen mit Zentralortfunktion befanden sich u. a. am Magdalensberg (Kärnten), am Braunsberg bei Hainburg unweit von Carnuntum, am Oberleiserberg am Umlaufberg von Altenburg (Niederösterreich), am Leopoldsberg (Wien, s. a. Geschichte Wiens), am Gründberg und dem Freinberg in Linz (Oberösterreich) und dem Kulm bei Weiz (Steiermark), schließlich ist die Höhensiedlung Burg in Schwarzenbach zu nennen. Schwarzenbach mit seinem guten Blick in die Oberpullendorfer Bucht dürfte die Eisenindustrie des Mittelburgenlands (s. a. Geschichte des Burgenlandes) kontrolliert haben. Die Siedlung auf dem Magdalensberg in Kärnten hatte hingegen große Bedeutung als Handelszentrum zwischen dem rasch wachsenden Imperium Romanum und dem Königreich Noricum. Etliche dieser Oppida wurden nach der Eingliederung ins Römische Reich von den Römern übernommen und überbaut. So wurde das Zentrum der Brigantii zuerst zum römischen Brigantium und schließlich zum heutigen Bregenz (Vorarlberg). Mit der römischen Übernahme der keltischen Gebiete endet die Urgeschichte in weiten Teilen Österreichs. Die Gebiete nördlich der Donau rücken in das Licht der germanischen Frühgeschichte.